# Lista över floder efter ålder
Detta är en utvald lista över de äldsta floderna på Jorden.

## Fastställande av ålder
Åldern på en flod är svår att fastställa. I allmänhet uppskattas dess ålder genom åldern på berget den passerar. Åldern på havet eller oceanen som floden så småningom strömmar ut i kan vara irrelevant. Till exempel är flera floder på den östra sidan av Appalacherna äldre än Atlanten.[källa behövs] Om en flod helt genomkorsar en bergskedja betyder detta oftast att floden åtminstone har funnits sen tidpunkten då bergskedjan skapades.

## Lista över några av världens äldsta floder
| |       |          |        |             |            |
| \| Färgnyckel för kontinenter \| Färgnyckel för kontinenter \| Färgnyckel för kontinenter \| Färgnyckel för kontinenter \| Färgnyckel för kontinenter \| Färgnyckel för kontinenter \| \| -------------------------- \| -------------------------- \| -------------------------- \| -------------------------- \| -------------------------- \| -------------------------- \| \| Afrika \| Asien \| Oceanien \| Europa \| Nordamerika \| Sydamerika \| |       |          |        |             |            |
| Färgnyckel för kontinenter |       |          |        |             |            |
| Afrika | Asien | Oceanien | Europa | Nordamerika | Sydamerika |

| Flod           | Ålder (Ma) | Utflöde                 | Viktigaste kriteriet för ålder |
| -------------- | ---------- | ----------------------- | --- |
| Finke          | 350-400    | Eyresjön (intermittent) | Fördaterar Alice Springs-orogenesen; flera andra mindre floder i Northern Territory är av samma ålder. |
| Maas           | 320-340    | Nordsjön                | Paleozoikum, genomkorsar Ardennerna under hercyniska orogenesen (se variskiska orogenesen). |
| New            | 260-325    | Kanawha River           | Genomkorsar Appalacherna, bildade av variskiska orogenesen, 320-340 ma. |
| Susquehanna    | 260-325    | Chesapeake Bay          | Genomkorsar Appalacherna, bildade av variskiska orogenesen, 320-340 ma. |
| French Broad   | 260-325    | Tennesseefloden         | Genomkorsar Appalacherna, bildade av variskiska orogenesen, 320-340 ma. Floderna New, Susquehanna och French Broad är de enda signifikanta floderna som helt genomkorsar Appalachernas kärna; Hudsonfloden är av senare geologisk ursprung. |
| Rhen           | 240        | Nordsjön                | Trias, möjligen äldre om den genomkorsade bergen som lyftes upp under hercyniska orogenesen (se variskiska orogenesen) utöver berg som bildades under eocen med Alperna eller miocen med övre Rhendalen.                                    |
| Save           | 205        | Indiska Oceanen         | Bildas när Gondwana bröts upp och skapade en klyfta. |
| Amazonfloden   | 200        | Atlanten                | Jura, men den tycks ha flutit i motsatt riktning som en förlängning av Kongofloden, det vill säga långt före bildandet av Anderna. |
| Amur           | 125        | Ochotska havet          | Har påvisats existera åtminstone sedan krita, men korsar berg som är ännu äldre. |
| Macleay        | 80         | Tasmanhavet             | Fördaterar upplyftandet av Great Escarpment, Australien. |
| Murrumbidgee   | 75         | Murray                  | Fördaterar upplyftandet av Australiska alperna. |
| Coloradofloden | 75         | Californiaviken         | Upplyftning under Laramidiska orogenesen, se även avsnittet geologi i Grand Canyon. |
| Nilen          | 65-75      | Medelhavet              | 65-75 för sektionen Sudd; resten av floden är endast en eller två ma. |
| Themsen        | 58         | Nordsjön                | Perioden thanetium under sen paleocen. |
| Indus          | 45         | Arabiska Havet          | Källa i Himalaya och Karakorambergen. |
| Yangtze        | 23-36,5    | Östkinesiska havet      | Efterdaterar formationen av De tre ravinerna (36,5 ma). |